# Campeonato Mundial de Baloncesto Femenino Sub-19 de 2015
El Campeonato Mundial de Baloncesto Femenino Sub-19 de la FIBA 2015 fue la XI edición del torneo. Tuvo lugar en Chéjov y Vidnoye (Rusia), 18 al 26 de julio.
Estados Unidos obtuvo su séptimo título, al derrotar a Rusia en la final con marcador de 78-70.

## Clasificados
| Competición                                      | Fecha                       | Sede             | Plazas | Equipos clasificados                       |
| ------------------------------------------------ | --------------------------- | ---------------- | ------ | ------------------------------------------ |
| País anfitrión                                   | —                           | —                | 1      | Rusia                                      |
| Campeonato FIBA Américas Femenino Sub-18 de 2014 | 6—10 de agosto de 2014      | Colorado Springs | 4      | Argentina Brasil Canadá Estados Unidos     |
| Campeonato FIBA Europa Femenino Sub-18 de 2014   | 17—27 de julio de 2014      | Matosinhos       | 5      | Bélgica España Francia Países Bajos Serbia |
| Campeonato FIBA África Femenino Sub-18 de 2014   | 19—28 de septiembre de 2014 | El Cairo         | 2      | Egipto Malí                                |
| Campeonato FIBA Asia Femenino Sub-18 de 2014     | 10—17 de octubre de 2014    | Amán             | 3      | China Japón Corea del Sur China Taipéi     |
| Campeonato FIBA Oceanía Femenino Sub-18 de 2014  | 1—6 de diciembre de 2014    | Suva             | 1      | Australia                                  |
| Total                                            | Total                       | Total            | 16     | 16                                         |

## Organización

### Sedes
| Chéjov Vidnoye           |
| Chéjov                   |
| Sports Palace Olympiskyi |
| Capacidad: 3 000         |
|                          |
| Vidnoye                  |
| Vidnoye Sports Palace    |
| Capacidad: 4 000         |
|                          |

### Sorteo de grupos
El sorteo tuvo lugar el 12 de marzo de 2015 en Mies, Suiza. Los grupos quedaron distribuidos de la siguiente forma:
| Grupo A                                       | Grupo B                            | Grupo C                     | Grupo D                               |
| --------------------------------------------- | ---------------------------------- | --------------------------- | ------------------------------------- |
| Argentina China Taipéi Países Bajos Rusia (H) | China Egipto España Estados Unidos | Bélgica Canadá Francia Malí | Australia Brasil Corea del Sur Serbia |

## Fase de grupos
En esta ronda, los 16 equipos están agrupados en cuatro grupos de cuatro equipos cada uno. Todos los equipos avanzan a la Fase Final.
Todos los horarios corresponden al huso horario local (GMT+3).

### Grupo A
| Pos. | Equipo       | PJ | G | P | PF  | PC  | DP  | Pts |
| ---- | ------------ | -- | - | - | --- | --- | --- | --- |
| 1    | Rusia        | 3  | 3 | 0 | 278 | 184 | +94 | 6   |
| 2    | Países Bajos | 3  | 2 | 1 | 278 | 207 | +71 | 5   |
| 3    | China Taipéi | 3  | 1 | 2 | 180 | 262 | −82 | 4   |
| 4    | Argentina    | 3  | 0 | 3 | 148 | 231 | −83 | 3   |

 Fuente: FIBA
Jornada 1
| 18 de julio | Rusia                                                            | 89–43                                 | China Taipéi                                   | Chéjov                                                                                 |  |
| 18:00       | Parciales: 37–11, 17–10, 23–11, 12–11                            | Parciales: 37–11, 17–10, 23–11, 12–11 | Parciales: 37–11, 17–10, 23–11, 12–11          |                                                                                        |  |
|             | Estadísticas Vadeeva 16 Bratchikova 11 Kolosovskaia 5 Vadeeva 29 | Boxscore Pts Reb Asts Val             | Estadísticas 11 Lo 7 Su, Jhang 5 Huang 8 Jhang | Pabellón: Sports Palace Olympiskyi Árbitros: Sérgio Silva Natalia Cuello Robyn Manhire |  |

| 18 de julio | Países Bajos                                             | 79–65                                | Argentina                                                                        | Vidnoye |  |
| 19:45       | Parciales: 20–8, 18–23, 15–19, 26–15                     | Parciales: 20–8, 18–23, 15–19, 26–15 | Parciales: 20–8, 18–23, 15–19, 26–15                                             | |  |
|             | Estadísticas Westerik 21 Hof 11 Cornelius 8 Cornelius 24 | Boxscore Pts Reb Asts Val            | Estadísticas 22 Llorente 12 Llorente] 3 Llorente, Rodighero, Armesto 24 Llorente | Pabellón: Vidnoye Sports Centre Asistencia: 100 espectadores Árbitros: Tiffany Bird Torkild Rodsand Hortencia Sánchez |  |

Jornada 2
| 19 de julio | Argentina                                                 | 38–73                              | Rusia                                                    | Chéjov |  |
| 18:00       | Parciales: 9–17, 6–20, 16–23, 7–13                        | Parciales: 9–17, 6–20, 16–23, 7–13 | Parciales: 9–17, 6–20, 16–23, 7–13                       | |  |
|             | Estadísticas Llorente 15 Llorente 9 Armesto 6 Llorente 11 | Boxscore Pts Reb Asts Val          | Estadísticas 15 Kolosovskaia 13 Musina 4 Sema 23 Vadeeva | Pabellón: Sports Palace Olympiskyi Asistencia: 800 espectadores Árbitros: Maripier Malo Torkild Rodsand Radomir Vojinović |  |

| 19 de julio | China Taipéi                                    | 74–80                                 | Países Bajos                                             | Vidnoye |  |
| 19:45       | Parciales: 23–15, 16–16, 16–28, 19–21           | Parciales: 23–15, 16–16, 16–28, 19–21 | Parciales: 23–15, 16–16, 16–28, 19–21                    | |  |
|             | Estadísticas Lo 20 Jhang 9 Huang, Lo 4 Jhang 23 | Boxscore Pts Reb Asts Val             | Estadísticas 24 Hof 16 Hof 9 Cornelius 30 Cornelius, Hof | Pabellón: Vidnoye Sports Centre Asistencia: 80 espectadores Árbitros: Fernando Calatrava Ricardo Hayles Sarty Nghixulifwa |  |

Jornada 3
| 21 de julio | Países Bajos                                | 47–71                                 | Rusia                                                                | Chéjov |  |
| 18:00       | Parciales: 11–20, 12–12, 14–20, 10–19       | Parciales: 11–20, 12–12, 14–20, 10–19 | Parciales: 11–20, 12–12, 14–20, 10–19                                | |  |
|             | Estadísticas Westerik 13 Hof 7 Hof 5 Hof 16 | Boxscore Pts Reb Asts Val             | Estadísticas 15 Vadeeva 14 Vadeeva 4 Musina, Kolosovskaia 22 Vadeeva | Pabellón: Sports Palace Olympiskyi Asistencia: 600 espectadores Árbitros: Tiffany Bird Bakr Al-Kuwari Yener Yılmaz |  |

| 21 de julio | China Taipéi                            | 60–56                                 | Argentina                                                                       | Vidnoye |  |
| 18:00       | Parciales: 11–14, 23–11, 12–21, 14–10   | Parciales: 11–14, 23–11, 12–21, 14–10 | Parciales: 11–14, 23–11, 12–21, 14–10                                           | |  |
|             | Estadísticas Hsu 16 Hsu 11 Liu 8 Hsu 22 | Boxscore Pts Reb Asts Val             | Estadísticas 25 Llorente 22 Llorente 2 Llorente, Rodighero, Laviero 31 Llorente | Pabellón: Vidnoye Sports Centre Asistencia: 120 espectadores Árbitros: Stanislav Kučera Clemens Fritz Robyn Manhire |  |

### Grupo B
| Pos. | Equipo         | PJ | G | P | PF  | PC  | DP   | Pts |
| ---- | -------------- | -- | - | - | --- | --- | ---- | --- |
| 1    | Estados Unidos | 3  | 3 | 0 | 264 | 160 | +104 | 6   |
| 2    | China          | 3  | 2 | 1 | 201 | 211 | −10  | 5   |
| 3    | España         | 3  | 1 | 2 | 207 | 202 | +5   | 4   |
| 4    | Egipto         | 3  | 0 | 3 | 165 | 264 | −99  | 3   |

 Fuente: FIBA
Jornada 1
| 18 de julio | China                                                     | 73–60                                 | Egipto                                                          | Vidnoye |  |
| 17:30       | Parciales: 19–16, 14–15, 22–12, 18–17                     | Parciales: 19–16, 14–15, 22–12, 18–17 | Parciales: 19–16, 14–15, 22–12, 18–17                           | |  |
|             | Estadísticas Xing 21 Dilana 10 cinco jugadoras 3 Meiqi 20 | Boxscore Pts Reb Asts Val             | Estadísticas 20 El-Gedawy 13 Mamdouh 3Abdelnabi, Amr 15 Mamdouh | Pabellón: Vidnoye Sports Centre Asistencia: 110 espectadores Árbitros: Leandro Lezcano Bakr Al-Kuwari Naftal Chongo |  |

| 18 de julio | España                                              | 57–72                                 | Estados Unidos                                         | Chéjov |  |
| 20:15       | Parciales: 13–15, 11–21, 16–23, 17–13               | Parciales: 13–15, 11–21, 16–23, 17–13 | Parciales: 13–15, 11–21, 16–23, 17–13                  | |  |
|             | Estadísticas Salvadores 9 López 8 Flores 5 López 13 | Boxscore Pts Reb Asts Val             | Estadísticas 18 Wilson 14 Collier 5 Collier 30 Collier | Pabellón: Sports Palace Olympiskyi Asistencia: 180 espectadores Árbitros: Jurgis Laurinavičius Andrada Csender Ioannis Foufis |  |

Jornada 2
| 19 de julio | Egipto                                                          | 64–87                                | España                                                                          | Vidnoye |  |
| 17:30       | Parciales: 16–22, 24–14, 16–26, 8–25                            | Parciales: 16–22, 24–14, 16–26, 8–25 | Parciales: 16–22, 24–14, 16–26, 8–25                                            | |  |
|             | Estadísticas El-Gedawy 26 El-Gedawy 12 Abdelnabi 5 El-Gedawy 31 | Boxscore Pts Reb Asts Val            | Estadísticas 25 Salvadores 7 Lo Sylla, Quevedo 3 cuatro jugadoras 24 Salvadores | Pabellón: Vidnoye Sports Centre Asistencia: 160 espectadores Árbitros: Christian Wilmore Natalia Cuello Alexey Davydov |  |

| 19 de julio | Estados Unidos                                                        | 88–62                                 | China                                                      | Chéjov |  |
| 20:15       | Parciales: 29–17, 26–12, 21–18, 12–15                                 | Parciales: 29–17, 26–12, 21–18, 12–15 | Parciales: 29–17, 26–12, 21–18, 12–15                      | |  |
|             | Estadísticas Collier, Wilson 17 Wilson 10 Moore 3 Stevens, Collier 20 | Boxscore Pts Reb Asts Val             | Estadísticas 14 Xing 5 Xing 4 Wang H., Zhang M. 21 Wang H. | Pabellón: Sports Palace Olympiskyi Asistencia: 210 espectadores Árbitros: Yener Yılmaz Bakr Al-Kuwari Sérgio Silva |  |

Jornada 3
| 21 de julio | China                                                     | 66–63                                 | España                                                           | Vidnoye                         |  |
| 20:15       | Parciales: 20–19, 16–15, 17–14, 13–15                     | Parciales: 20–19, 16–15, 17–14, 13–15 | Parciales: 20–19, 16–15, 17–14, 13–15                            |                                 |  |
|             | Estadísticas Sun 14 Zhu 7 Wang H., Xing, Liu 4 Wang H. 14 | Boxscore Pts Reb Asts Val             | Estadísticas' 18 Salvadores 6 Salvadores 5 Salvadores 15 Quevedo | Pabellón: Vidnoye Sports Centre |  |

| 21 de julio | Estados Unidos                                      | 104–41                             | Egipto                                                         | Chéjov                                                          |  |
| 20:15       | Parciales: 14–9, 38–9, 28–23, 24–0                  | Parciales: 14–9, 38–9, 28–23, 24–0 | Parciales: 14–9, 38–9, 28–23, 24–0                             |                                                                 |  |
|             | Estadísticas Moore, Thomas 15 Cox 17 Ortiz 6 Cox 27 | Boxscore Pts Reb Asts Val          | Estadísticas 14 El-Gedawy 10 El-Gedawy 5 Abdelnabi 8 El-Gedawy | Pabellón: Sports Palace Olympiskyi Asistencia: 285 espectadores |  |

### Grupo C
| Pos. | Equipo  | PJ | G | P | PF  | PC  | DP  | Pts |
| ---- | ------- | -- | - | - | --- | --- | --- | --- |
| 1    | Bélgica | 3  | 3 | 0 | 191 | 153 | +38 | 6   |
| 2    | Francia | 3  | 2 | 1 | 187 | 168 | +19 | 5   |
| 3    | Canadá  | 3  | 1 | 2 | 177 | 187 | −10 | 4   |
| 4    | Malí    | 3  | 0 | 3 | 153 | 200 | −47 | 3   |

 Fuente: FIBA
Jornada 1
| 18 de julio | Bélgica                                                          | 64–60                               | Francia                                                        | Chéjov |  |
| 13:00       | Parciales: 12–7, 14–22, 19–4, 19–27                              | Parciales: 12–7, 14–22, 19–4, 19–27 | Parciales: 12–7, 14–22, 19–4, 19–27                            | |  |
|             | Estadísticas Ramette 17 Allemand 10 Ramette 5 Ramette, Geldof 14 | Boxscore Pts Reb Asts Val           | Estadísticas 17 Majekodunmi 7 Dambach 3 Majekodunmi 15 Dambach | Pabellón: Sports Palace Olympiskyi Asistencia: 120 espectadores Árbitros: Fernando Calatrava Arsen Andryushkin Clemens Fritz |  |

| 18 de julio | Canadá                                                     | 71–62                                 | Malí                                                         | Vidnoye |  |
| 15:15       | Parciales: 20–13, 17–18, 21–17, 13–14                      | Parciales: 20–13, 17–18, 21–17, 13–14 | Parciales: 20–13, 17–18, 21–17, 13–14                        | |  |
|             | Estadísticas Carleton 13 Carleton 9 Atkinson 4 Yearwood 15 | Boxscore Pts Reb Asts Val             | Estadísticas 14 N'Diaye 11 M. Coulibaly 3 Maiga 21 Coulibaly | Pabellón: Vidnoye Sports Centre Asistencia: 130 espectadores Árbitros: Stanislav Kučera Ricardo Hayles Wang Zebo |  |

Jornada 2
| 19 de julio | Malí                                                                          | 41–60                               | Bélgica                                                       | Vidnoye |  |
| 13:00       | Parciales: 11–9, 17–21, 11–11, 2–19                                           | Parciales: 11–9, 17–21, 11–11, 2–19 | Parciales: 11–9, 17–21, 11–11, 2–19                           | |  |
|             | Estadísticas N'Diaye 9 M. Coulibaly 10 M. Coulibaly, N'Diaye 2 M. Coulibaly 9 | Boxscore Pts Reb Asts Val           | Estadísticas 13 Nauwelaers 12 Allemand 7 Allemand 22 Allemand | Pabellón: Vidnoye Sports Centre Asistencia: 110 espectadores Árbitros: Leandro Lezcano Arsen Andryushkin Robyn Manhire |  |

| 19 de julio | Francia                                                     | 58–54                                | Canadá                                                             | Chéjov |  |
| 15:45       | Parciales: 17–13, 15–15, 14–7, 12–19                        | Parciales: 17–13, 15–15, 14–7, 12–19 | Parciales: 17–13, 15–15, 14–7, 12–19                               | |  |
|             | Estadísticas Dambach 17 Mosongo 10 Majekodunmi 4 Dambach 14 | Boxscore Pts Reb Asts Val            | Estadísticas 17 Yearwood 9 Corbin 4 Carleton 15 Carleton, Yearwood | Pabellón: Sports Palace Olympiskyi Asistencia: 160 espectadores Árbitros: Tiffany Bird Jurgis Laurinavičius Wang Zebo |  |

Jornada 3
| 21 de julio | Canadá                                                                                | 52–67                                | Bélgica                                                      | Vidnoye |  |
| 13:30       | Parciales: 18–15, 16–15, 7–16, 11–21                                                  | Parciales: 18–15, 16–15, 7–16, 11–21 | Parciales: 18–15, 16–15, 7–16, 11–21                         | |  |
|             | Estadísticas Carleton, Creighton 10 Piggin 9 Atkinson, Piggin, Yearwood 2 Yearwood 12 | Boxscore Pts Reb Asts Val            | Estadísticas 19 Allemand 8 Nauwelaers 9 Allemand 31 Allemand | Pabellón: Vidnoye Sports Centre Asistencia: 120 espectadores Árbitros: Fernando Calatrava Andrada Csender Christian Wilmore |  |

| 21 de julio | Francia                                                | 69–50                                | Malí                                                                 | Chéjov |  |
| 13:30       | Parciales: 17–7, 21–11, 20–17, 11–15                   | Parciales: 17–7, 21–11, 20–17, 11–15 | Parciales: 17–7, 21–11, 20–17, 11–15                                 | |  |
|             | Estadísticas Limousin 14 Cirgue 11 Combes 4 Milapie 16 | Boxscore Pts Reb Asts Val            | Estadísticas 19 N'Diaye 7 A. Coulibaly cuatro jugadoras 1 14 N'Diaye | Pabellón: Sports Palace Olympiskyi Asistencia: 100 espectadores Árbitros: Natalia Cuello Cuello Alexey Davydov Torkild Rodsand |  |

### Grupo D
| Pos. | Equipo        | PJ | G | P | PF  | PC  | DP   | Pts |
| ---- | ------------- | -- | - | - | --- | --- | ---- | --- |
| 1    | Australia     | 3  | 3 | 0 | 254 | 148 | +106 | 6   |
| 2    | Serbia        | 3  | 2 | 1 | 216 | 246 | −30  | 5   |
| 3    | Brasil        | 3  | 1 | 2 | 205 | 193 | +12  | 4   |
| 4    | Corea del Sur | 3  | 0 | 3 | 155 | 243 | −88  | 3   |

 Fuente: FIBA
Jornada 1
| 18 de julio | Corea del Sur                                          | 51–82                                 | Brasil                                                                                 | Vidnoye |  |
| 13:00       | Parciales: 10–22, 10–20, 11–18, 20–22                  | Parciales: 10–22, 10–20, 11–18, 20–22 | Parciales: 10–22, 10–20, 11–18, 20–22                                                  | |  |
|             | Estadísticas Park, Cha 11 Park 6 Kim H-k, Park2 Park 9 | Boxscore Pts Reb Asts Val             | Estadísticas 19 Guimarães 8 Araujo, Moura 3 de Carvalho, Domingos, Araujo 22 Guimarães | Pabellón: Vidnoye Sports Centre Asistencia: 100 espectadores Árbitros: Radomir Vojinović Alexey Davydov Sarty Nghixulifwa |  |

| 18 de julio | Australia                                                         | 105–62                               | Serbia                                                                | Chéjov |  |
| 15:15       | Parciales: 22–13, 33–18, 24–9, 26–22                              | Parciales: 22–13, 33–18, 24–9, 26–22 | Parciales: 22–13, 33–18, 24–9, 26–22                                  | |  |
|             | Estadísticas Smith 18 Scherf 11 Wallace, Pirini, Smith 4 Smith 29 | Boxscore Pts Reb Asts Val            | Estadísticas 13 Nogić 8 Šubašic 2 Katanic, Nogić, Vuckovic 12 Šubašic | Pabellón: Sports Palace Olympiskyi Asistencia: 1,400 espectadores Árbitros: Yener Yılmaz Maripier Malo Christian Wilmore |  |

Jornada 2
| 19 de julio | Brasil                                                    | 48–62                                | Australia                                                               | Chéjov |  |
| 13:30       | Parciales: 15–13, 13–10, 11–21, 9–18                      | Parciales: 15–13, 13–10, 11–21, 9–18 | Parciales: 15–13, 13–10, 11–21, 9–18                                    | |  |
|             | Estadísticas Da Silva 11 Araujo '8 Domingos 2 Da Silva 14 | Boxscore Pts Reb Asts Val            | Estadísticas 12 Scherf, Smith 10 Maley 2 Tupaea, Pirini, Maley 16 Maley | Pabellón: Sports Palace Olympiskyi Asistencia: 120 espectadores Árbitros: Stanislav Kučera Naftal Chongo Hortencia Sánchez |  |

| 19 de julio | Serbia                                                        | 74–66                                | Corea del Sur                                       | Vidnoye                                                                                |  |
| 15:15       | Parciales: 17–25, 14–5, 22–20, 21–16                          | Parciales: 17–25, 14–5, 22–20, 21–16 | Parciales: 17–25, 14–5, 22–20, 21–16                |                                                                                        |  |
|             | Estadísticas Stevanovic 18 Katanic 11 Katanic 5 Stevanovic 22 | Boxscore Pts Reb Asts Val            | Estadísticas 19Park 14 Park 5 Lee J-w, Park 30 Park | Pabellón: Vidnoye Sports Centre Árbitros: Ioannis Foufis Andrada Csender Clemens Fritz |  |

Jornada 3
| 21 de julio | Corea del Sur                                           | 38–87                               | Australia                                                        | Chéjov                                                                                                |  |
| 15:45       | Parciales: 15–20, 4–13, 7–25, 12–29                     | Parciales: 15–20, 4–13, 7–25, 12–29 | Parciales: 15–20, 4–13, 7–25, 12–29                              | |  |
|             | Estadísticas Eom 7 Park 6 Lee J-y, Kim H-k, Cha 2 Eom 5 | Boxscore Pts Reb Asts Val           | Estadísticas 13 Froling, Scherf 13 8 Froling 6 Wallace 19 Scherf | Pabellón: Sports Palace Olympiskyi Árbitros: Jurgis Laurinavičius Arsen Andryushkin Sarty Nghixulifwa |  |

| 21 de julio | Serbia                                                          | TE 80–75                                           | Brasil                                                         | Vidnoye |  |
| 15:45       | Parciales: 12–22, 19–11, 19–15, 17–19 (T.E.: 13–8)              | Parciales: 12–22, 19–11, 19–15, 17–19 (T.E.: 13–8) | Parciales: 12–22, 19–11, 19–15, 17–19 (T.E.: 13–8)             | |  |
|             | Estadísticas Vojinović 19 Bogicevic 15 Bogićević 5 Bogicevic 22 | Boxscore Pts Reb Asts Val                          | Estadísticas 24Guimarães 13 Guimarães 7 Benedicto 17 Guimarães | Pabellón: Vidnoye Sports Centre Asistencia: 130 espectadores Árbitros: Ioannis Foufis Ricardo Hayles Wang Zebo |  |

## Cuadro final
Todos los horarios corresponden al huso horario local (UTC+3)
|  | Octavos de final | Octavos de final |                |                | Cuartos de final | Cuartos de final |  |        | Semifinales | Semifinales |           |            | Final       | Final       |  |
|  | 22 de julio      | 22 de julio      |                |                | 24 de julio      | 24 de julio      |  |        | 25 de julio | 25 de julio |           |            | 26 de julio | 26 de julio |  |
|  |                  |                  |                |                |                  |                  |  |        |             |             |           |            |             |             |  |
|  |                  |                  |                |                |                  |                  |  |        |             |             |           |            |             |             |  |
|  | Rusia            | 94               |                |                |                  |                  |  |        |             |             |           |            |             |             |  |
|  | Rusia            | 94               |                |                |                  |                  |  |        |             |             |           |            |             |             |  |
|  | Egipto           | 37               |                |                |                  |                  |  |        |             |             |           |            |             |             |  |
|  | Egipto           | 37               |                | Rusia          | 68               |                  |  |        |             |             |           |            |             |             |  |
|  |                  |                  |                | Rusia          | 68               |                  |  |        |             |             |           |            |             |             |  |
|  |                  |                  | Francia        | 48             |                  |                  |  |        |             |             |           |            |             |             |  |
|  | Francia TE       | 76               | Francia        | 48             |                  |                  |  |        |             |             |           |            |             |             |  |
|  | Francia TE       | 76               |                |                |                  |                  |  |        |             |             |           |            |             |             |  |
|  | Brasil           | 63               |                |                |                  |                  |  |        |             |             |           |            |             |             |  |
|  | Brasil           | 63               |                |                |                  |                  |  | Rusia  | 76          |             |           |            |             |             |  |
|  |                  |                  |                |                |                  |                  |  | Rusia  | 76          |             |           |            |             |             |  |
|  |                  |                  | Australia      | 57             |                  |                  |  |        |             |             |           |            |             |             |  |
|  | China Taipéi     | 63               | Australia      | 57             |                  |                  |  |        |             |             |           |            |             |             |  |
|  | China Taipéi     | 63               |                |                |                  |                  |  |        |             |             |           |            |             |             |  |
|  | China            | 89               |                |                |                  |                  |  |        |             |             |           |            |             |             |  |
|  | China            | 89               |                | China          | 46               |                  |  |        |             |             |           |            |             |             |  |
|  |                  |                  |                | China          | 46               |                  |  |        |             |             |           |            |             |             |  |
|  |                  |                  | Australia      | 83             |                  |                  |  |        |             |             |           |            |             |             |  |
|  | Malí             | 23               | Australia      | 83             |                  |                  |  |        |             |             |           |            |             |             |  |
|  | Malí             | 23               |                |                |                  |                  |  |        |             |             |           |            |             |             |  |
|  | Australia        | 91               |                |                |                  |                  |  |        |             |             |           |            |             |             |  |
|  | Australia        | 91               |                |                |                  |                  |  |        |             |             |           | Rusia      | 70          |             |  |
|  |                  |                  |                |                |                  |                  |  |        |             |             |           | Rusia      | 70          |             |  |
|  |                  |                  | Estados Unidos | 78             |                  |                  |  |        |             |             |           |            |             |             |  |
|  | Países Bajos     | 68               | Estados Unidos | 78             |                  |                  |  |        |             |             |           |            |             |             |  |
|  | Países Bajos     | 68               |                |                |                  |                  |  |        |             |             |           |            |             |             |  |
|  | España           | 73               |                |                |                  |                  |  |        |             |             |           |            |             |             |  |
|  | España           | 73               |                | España         | 70               |                  |  |        |             |             |           |            |             |             |  |
|  |                  |                  |                | España         | 70               |                  |  |        |             |             |           |            |             |             |  |
|  |                  |                  | Bélgica        | 66             |                  |                  |  |        |             |             |           |            |             |             |  |
|  | Bélgica          | 70               | Bélgica        | 66             |                  |                  |  |        |             |             |           |            |             |             |  |
|  | Bélgica          | 70               |                |                |                  |                  |  |        |             |             |           |            |             |             |  |
|  | Corea del Sur    | 37               |                |                |                  |                  |  |        |             |             |           |            |             |             |  |
|  | Corea del Sur    | 37               |                |                |                  |                  |  | España | 57          |             |           |            |             |             |  |
|  |                  |                  |                |                |                  |                  |  | España | 57          |             |           |            |             |             |  |
|  |                  |                  | Estados Unidos | 80             |                  |                  |  |        |             |             |           |            |             |             |  |
|  | Argentina        | 39               | Estados Unidos | 80             |                  |                  |  |        |             |             |           |            |             |             |  |
|  | Argentina        | 39               |                |                |                  |                  |  |        |             |             |           |            |             |             |  |
|  | Estados Unidos   | 89               |                |                |                  |                  |  |        |             |             |           |            |             |             |  |
|  | Estados Unidos   | 89               |                | Estados Unidos | 93               |                  |  |        |             |             |           | 3.º puesto | 3.º puesto  |             |  |
|  |                  |                  |                | Estados Unidos | 93               |                  |  |        |             |             |           | 3.º puesto | 3.º puesto  |             |  |
|  |                  |                  | Canadá         | 45             |                  |                  |  |        |             |             |           |            |             |             |  |
|  | Canadá           | 58               | Canadá         | 45             |                  |                  |  |        |             |             | Australia | 69         |             |             |  |
|  | Canadá           | 58               |                |                |                  |                  |  |        |             |             | Australia | 69         |             |             |  |
|  | Serbia           | 52               |                |                |                  |                  |  |        |             |             |           |            | España      | 62          |  |
|  | Serbia           | 52               |                |                |                  |                  |  |        |             |             |           |            | España      | 62          |  |
|  |                  |                  |                |                |                  |                  |  |        |             |             |           |            |             |             |  |

### Octavos de final
| 22 de julio | Francia                                                 | TE 76–63                                          | Brasil                                                     | Vidnoye |  |
| 13:00       | Parciales: 16–6, 20–20, 14–20, 10–14 (T.E.: 16–3)       | Parciales: 16–6, 20–20, 14–20, 10–14 (T.E.: 16–3) | Parciales: 16–6, 20–20, 14–20, 10–14 (T.E.: 16–3)          | |  |
|             | Estadísticas Dambach 27 Milapie 11 Dambach 8 Dambach 37 | Boxscore Pts Reb Asts Val                         | Estadísticas 15 Da Silva 10 Guimarães 5 Benedicto 15 Moura | Pabellón: Vidnoye Sports Centre Asistencia: 110 espectadores Árbitros: Ioannis Foufis Tiffany Bird Sarty Nghixulifwa |  |

| 22 de julio | Canadá                                                         | 58–52                                | Serbia                                                            | Chéjov |  |
| 13:30       | Parciales: 11–19, 10–9, 15–13, 22–11                           | Parciales: 11–19, 10–9, 15–13, 22–11 | Parciales: 11–19, 10–9, 15–13, 22–11                              | |  |
|             | Estadísticas Carleton 24 Yearwood 16 Kirkpatrick 5 Yearwood 23 | Boxscore Pts Reb Asts Val            | Estadísticas 9 Arsenic, Nogić 7 Nogić 5 Katanic 11 Katanic, Nogić | Pabellón: Sports Palace Olympiskyi Asistencia: 60 espectadores Árbitros: Yener Yılmaz Robyn Manhire Sérgio Silva |  |

| 22 de julio | Malí                                                           | 23–91                              | Australia                                                   | Vidnoye |  |
| 15:15       | Parciales: 12–23, 8–35, 1–18, 2–15                             | Parciales: 12–23, 8–35, 1–18, 2–15 | Parciales: 12–23, 8–35, 1–18, 2–15                          | |  |
|             | Estadísticas M. Coulibaly 13 Traoré 6 Soumarè 3 M. Coulibaly 8 | Boxscore Pts Reb Asts Val          | Estadísticas 19 Froling 9 Smith 7 Wallace 24 Froling, Smith | Pabellón: Vidnoye Sports Centre Asistencia: 120 espectadores Árbitros: Maripier Malo Naftal Chongo Hortencia Sánchez |  |

| 22 de julio | Bélgica                                                         | 70–37                               | Corea del Sur                                           | Chéjov |  |
| 15:45       | Parciales: 17–14, 25–6, 13–10, 15–7                             | Parciales: 17–14, 25–6, 13–10, 15–7 | Parciales: 17–14, 25–6, 13–10, 15–7                     | |  |
|             | Estadísticas Deviliegher 13 Nauwelaers 8 Allemand 6 Allemand 20 | Boxscore Pts Reb Asts Val           | Estadísticas 8 Jin, Lee J-w 8 Kim Y. 2 Chan, Jin 10 Jin | Pabellón: Sports Palace Olympiskyi Asistencia: 120 espectadores Árbitros: Leandro Lezcano Alexey Davydov Radomir Vojinović |  |

| 22 de julio | Argentina                                                                                     | 39–89                               | Estados Unidos                                                     | Vidnoye |  |
| 17:30       | Parciales: 4–28, 14–20, 8–21, 13–20                                                           | Parciales: 4–28, 14–20, 8–21, 13–20 | Parciales: 4–28, 14–20, 8–21, 13–20                                | |  |
|             | Estadísticas Albuerne, Llorente 7 Llorente, Mungo 7 García, Giustianiani, Delabarba 2 Roux 13 | Boxscore Pts Reb Asts Val           | Estadísticas 18 Wilson 9 Collier, Patberg 6 Moore, Ortiz 26 Wilson | Pabellón: Vidnoye Sports Centre Asistencia: 150 espectadores Árbitros: Natalia Cuello Cuello rsen Andryushkin Andrada Csender |  |

| 22 de julio | Rusia                                                     | 94–37                               | Egipto                                                                      | Chéjov |  |
| 18:00       | Parciales: 23–14, 20–14, 21–3, 30–6                       | Parciales: 23–14, 20–14, 21–3, 30–6 | Parciales: 23–14, 20–14, 21–3, 30–6                                         | |  |
|             | Estadísticas Vadeeva 23 Vadeeva 21 Levchenko 5 Vadeeva 45 | Boxscore Pts Reb Asts Val           | Estadísticas 16 El-Gedawy 7 Mamdouh 2 Selaawi, Nady, Abdelnabi 10 El-Gedawy | Pabellón: Sports Palace Olympiskyi Asistencia: 350 espectadores Árbitros: Stanislav Kučera Clemens Fritz Wang Zebo |  |

| 22 de julio | Países Bajos                                      | 68–73                                 | España                                                        | Vidnoye |  |
| 19:45       | Parciales: 19–22, 15–14, 19–20, 15–17             | Parciales: 19–22, 15–14, 19–20, 15–17 | Parciales: 19–22, 15–14, 19–20, 15–17                         | |  |
|             | Estadísticas Hof 18 Westerik 8 Cornelius 8 Hof 25 | Boxscore Pts Reb Asts Val             | Estadísticas 18 Flores, Salvadores 11 Orts 4 Flores 19 Flores | Pabellón: Vidnoye Sports Centre Asistencia: 110 espectadores Árbitros: Jurgis Laurinavičius Torkild Rodsand Christian Wilmores |  |

| 22 de julio | China Taipéi                                          | 63–89                                 | China                                   | Chéjov |  |
| 20:15       | Parciales: 15–13, 13–25, 15–30, 20–21                 | Parciales: 15–13, 13–25, 15–30, 20–21 | Parciales: 15–13, 13–25, 15–30, 20–21   | |  |
|             | Estadísticas Huang 18 Hsu 5 Liu, Huang 2 Lo, Huang 11 | Boxscore Pts Reb Asts Val             | Estadísticas 22 Zhu 10 Zhu 7 Liu 31 Zhu | Pabellón: Sports Palace Olympiskyi Asistencia: 20 espectadores Árbitros: Fernando Calatrava Bakr Al-Kuwari Ricardo Hayles |  |

### Cuadro por el 9º-16º lugar
|  | Partido 13.er lugar | Partido 13.er lugar |               |        | Semifinales 13º-16º | Semifinales 13º-16º |             |             | Cuartos de final 9º-16º | Cuartos de final 9º-16º |              |        | Semifinales 9º-12º | Semifinales 9º-12º |  |  | Partido 9º lugar | Partido 9º lugar |
|  |                     |                     |               |        |                     |                     |             |             |                         |                         |              |        |                    |                    |  |  |                  |                  |
|  |                     |                     |               |        |                     |                     |             |             | 24 de julio             |                         |              |        |                    |                    |  |  |                  |                  |
|  |                     |                     |               |        |                     |                     |             |             |                         |                         |              |        |                    |                    |  |  |                  |                  |
|  | 26 de julio         | 26 de julio         |               |        | 25 de julio         | 25 de julio         |             |             | Egipto                  | 66                      |              |        | 25 de julio        | 25 de julio        |  |  | 26 de julio      | 26 de julio      |
|  | 26 de julio         | 26 de julio         |               |        | 25 de julio         | 25 de julio         |             |             | Egipto                  | 66                      |              |        | 25 de julio        | 25 de julio        |  |  | 26 de julio      | 26 de julio      |
|  | 26 de julio         | 26 de julio         |               |        | 25 de julio         | 25 de julio         | Brasil      | 84          |                         |                         |              |        | 25 de julio        | 25 de julio        |  |  | 26 de julio      | 26 de julio      |
|  | 26 de julio         | 26 de julio         |               | Egipto | 59                  |                     | Brasil      | 84          |                         |                         |              | Brasil | 60                 |                    |  |  | 26 de julio      | 26 de julio      |
|  | 26 de julio         | 26 de julio         | 24 de julio   | Egipto | 59                  |                     |             |             |                         |                         |              | Brasil | 60                 |                    |  |  | 26 de julio      | 26 de julio      |
|  | 26 de julio         | 26 de julio         |               |        | China Taipéi        | 73                  |             |             | Malí                    | 49                      |              |        |                    |                    |  |  | 26 de julio      | 26 de julio      |
|  | 26 de julio         | 26 de julio         | China Taipéi  | 59     | China Taipéi        | 73                  |             |             | Malí                    | 49                      |              |        |                    |                    |  |  | 26 de julio      | 26 de julio      |
|  | 26 de julio         | 26 de julio         | China Taipéi  | 59     |                     |                     |             |             |                         |                         |              |        |                    |                    |  |  | 26 de julio      | 26 de julio      |
|  | 26 de julio         | 26 de julio         |               |        | Malí                | 77                  |             |             |                         |                         |              |        |                    |                    |  |  | 26 de julio      | 26 de julio      |
|  | China Taipéi        | 67                  |               |        | Malí                | 77                  | Brasil      | 72          |                         |                         |              |        |                    |                    |  |  |                  |                  |
|  | China Taipéi        | 67                  | 24 de julio   |        |                     |                     | Brasil      | 72          |                         |                         |              |        |                    |                    |  |  |                  |                  |
|  | Corea del Sur       | 78                  |               |        | Países Bajos        | 83                  |             |             |                         |                         |              |        |                    |                    |  |  |                  |                  |
|  | Corea del Sur       | 78                  | Países Bajos  | 72     | Países Bajos        | 83                  |             |             |                         |                         |              |        |                    |                    |  |  |                  |                  |
|  |                     |                     | Países Bajos  | 72     | 25 de julio         | 25 de julio         | 25 de julio | 25 de julio |                         |                         |              |        |                    |                    |  |  |                  |                  |
|  |                     |                     | Corea del Sur | 41     | 25 de julio         | 25 de julio         | 25 de julio | 25 de julio |                         |                         |              |        |                    |                    |  |  |                  |                  |
|  | Partido 15º lugar   | Partido 15º lugar   | Corea del Sur | 41     | Corea del Sur       | '63                 |             |             |                         |                         | Países Bajos | 90     | Partido 11º lugar  | Partido 11º lugar  |  |  |                  |                  |
|  | Partido 15º lugar   | Partido 15º lugar   | 24 de julio   |        | Corea del Sur       | '63                 |             |             |                         |                         | Países Bajos | 90     | Partido 11º lugar  | Partido 11º lugar  |  |  |                  |                  |
|  | 26 de julio         | 26 de julio         |               |        | Argentina           | 57                  |             |             | Serbia                  | 68                      |              |        | 26 de julio        | 26 de julio        |  |  |                  |                  |
|  | Egipto              | 43                  | Argentina     | 59     | Argentina           | 57                  | Malí        | 46          | Serbia                  | 68                      |              |        |                    |                    |  |  |                  |                  |
|  | Egipto              | 43                  | Argentina     | 59     |                     |                     | Malí        | 46          |                         |                         |              |        |                    |                    |  |  |                  |                  |
|  | Argentina           | 50                  |               |        | Serbia              | 66                  |             |             | Serbia                  | 58                      |              |        |                    |                    |  |  |                  |                  |

#### Cuartos de final del 9º–16º lugar
| 24 de julio | Egipto                                                       | 66–84                                | Brasil                                                                          | Vidnoye |  |
| 11:45       | Parciales: 19–22, 9–23, 20–23, 18–16                         | Parciales: 19–22, 9–23, 20–23, 18–16 | Parciales: 19–22, 9–23, 20–23, 18–16                                            | |  |
|             | Estadísticas Selaawi 20 cuatro jugadoras 6 cinco jugadoras 2 | Boxscore Pts Reb Asts                | Estadísticas 16 Guimarães 10 Guimarães 4 Moura, Domingos, Guimarães 18 Domingos | Pabellón: Vidnoye Sports Centre Asistencia: 80 espectadores Árbitros: Sérgio Silva Wang Zebo Christian Wilmore |  |

| 24 de julio | Países Bajos                                            | 72–41                                | Corea del Sur                                        | Vidnoye |  |
| 14:00       | Parciales: 21–10, 20–9, 16–11, 15–11                    | Parciales: 21–10, 20–9, 16–11, 15–11 | Parciales: 21–10, 20–9, 16–11, 15–11                 | |  |
|             | Estadísticas Hof, Westerik 17 Hof 12 Cornelius 4 Hof 24 | Boxscore Pts Reb Asts Val            | Estadísticas 12 Jin 10 Jin 4 Kim H-k, Lee J-w 13 Jin | Pabellón: Vidnoye Sports Centre Asistencia: 80 espectadores Árbitros: Stanislav Kučera Arsen Andryushkin Andrada Csender |  |

| 24 de julio | China Taipéi                                  | 59–77                                | Malí                                                   | Vidnoye |  |
| 16:15       | Parciales: 9–22, 17–17, 22–20, 11–18          | Parciales: 9–22, 17–17, 22–20, 11–18 | Parciales: 9–22, 17–17, 22–20, 11–18                   | |  |
|             | Estadísticas Li, Yu 11 Su 10 Huang 7 Huang 12 | Boxscore Pts Reb Asts Val            | Estadísticas 24 N'Diaye 16 Traoré 7 A. Keita 35 Traoré | Pabellón: Vidnoye Sports Centre Asistencia: 70 espectadores Árbitros: Robyn Manhire Bakr Al-Kuwari Alexey Davydov |  |

| 24 de julio | Argentina                                                  | 59–66                                | Serbia                                                      | Vidnoye |  |
| 18:30       | Parciales: 10–9, 21–17, 12–17, 16–23                       | Parciales: 10–9, 21–17, 12–17, 16–23 | Parciales: 10–9, 21–17, 12–17, 16–23                        | |  |
|             | Estadísticas Llorente 18 Llorente 16 Armesto 4 Llorente 19 | Boxscore Pts Reb Asts Val            | Estadísticas 18 Bogićević 12 Bogićević 4 Nogić 24 Bogicevic | Pabellón: Vidnoye Sports Centre Asistencia: 70 espectadores Árbitros: Jurgis Laurinavičius Naftal Chongo Torkild Rodsand |  |

#### Semifinales del 13º–16º lugar
| 25 de julio | Egipto                                                  | 59–73                                 | China Taipéi                                | Vidnoye |  |
| 11:45       | Parciales: 16–24, 15–15, 13–17, 15–17                   | Parciales: 16–24, 15–15, 13–17, 15–17 | Parciales: 16–24, 15–15, 13–17, 15–17       | |  |
|             | Estadísticas Selaawi 22 El-Gedawy 10 Amr 4 El-Gedawy 20 | Boxscore Pts Reb Asts Val             | Estadísticas 15 Hsu 10 Jhang 8 Liu 25 Jhang | Pabellón: Vidnoye Sports Centre Asistencia: 70 espectadores Árbitros: Leandro Lezcano Arsen Andryushkin Hortencia Sánchez |  |

| 25 de julio | Corea del Sur                                       | 63–57                                | Argentina                                                   | Vidnoye |  |
| 14:00       | Parciales: 15–13, 15–7, 15–14, 18–23                | Parciales: 15–13, 15–7, 15–14, 18–23 | Parciales: 15–13, 15–7, 15–14, 18–23                        | |  |
|             | Estadísticas Lee Ji-w 16 Park 14 Lee Ju-y 6 Park 24 | Boxscore Pts Reb Asts Val            | Estadísticas 15 Llorente 15 Llorente 4 Albuerne 14 Llorente | Pabellón: Vidnoye Sports Centre Asistencia: 80 espectadores Árbitros: Clemens Fritz Bakr Al-Kuwari Alexey Davydov |  |

#### Semifinales del 9º–12º lugar
| 25 de julio | Brasil                                                    | 60–49                               | Malí                                                                        | Vidnoye |  |
| 16:15       | Parciales: 15–7, 16–7, 12–13, 17–22                       | Parciales: 15–7, 16–7, 12–13, 17–22 | Parciales: 15–7, 16–7, 12–13, 17–22                                         | |  |
|             | Estadísticas Silva 11 Guimarães, Moura 8 Moura 4 Moura 12 | Boxscore Pts Reb Asts Val           | Estadísticas 19 M. Coulibaly 18 M. Coulibaly 3 M. Coulibaly 26 M. Coulibaly | Pabellón: Vidnoye Sports Centre Asistencia: 80 espectadores Árbitros: Yener Yılmaz Andrada Csender Wang Zebo |  |

| 25 de julio | Países Bajos                                | 90–60                                 | Serbia                                                              | Vidnoye |  |
| 18:30       | Parciales: 29–18, 21–10, 24–13, 16–19       | Parciales: 29–18, 21–10, 24–13, 16–19 | Parciales: 29–18, 21–10, 24–13, 16–19                               | |  |
|             | Estadísticas Hof 24 Hof 9 Cornelius 6 Hof 3 | Boxscore Pts Reb Asts Val             | Estadísticas 12 Stevanovic 6 Stevanovic, Bogićević, Arsenic 5 Nogić | Pabellón: Vidnoye Sports Centre Asistencia: 70 espectadores Árbitros: Fernando Calatrava Cuevas Tiffany Bird Sarty Nghixulifwa |  |

##### Partido por el 15º lugar
| 26 de julio | Egipto                                                           | 43–50                                | Argentina                                                     | Vidnoye |  |
| 10:00       | Parciales: 6–10, 12–14, 15–14, 10–23                             | Parciales: 6–10, 12–14, 15–14, 10–23 | Parciales: 6–10, 12–14, 15–14, 10–23                          | |  |
|             | Estadísticas Selaawi 17 El-Gedawy 9 Maged, Talaat 2 El-Gedawy 11 | Boxscore Pts Reb Asts Val            | Estadísticas 14Llorente 14 16 Llorente 4 Albuerne 14 Llorente | Pabellón: Vidnoye Sports Centre Asistencia: 70 espectadores Árbitros: Ricardo Hayles Naftal Chongo Sérgio Silva |  |

##### Partido por el 13º lugar
| 26 de julio | China Taipéi                           | 67–78                                 | Corea del Sur                                                     | Vidnoye |  |
| 12:15       | Parciales: 13–15, 19–23, 23–20, 12–20  | Parciales: 13–15, 19–23, 23–20, 12–20 | Parciales: 13–15, 19–23, 23–20, 12–20                             | |  |
|             | Estadísticas Hsu 18 Hsu 6 Liu 5 Hsu 17 | Boxscore Pts Reb Asts Val             | Estadísticas 21 Lee Ji-w 11 Park 3 Lee Ju-y, Lee Ji-w, Jin 23 Jin | Pabellón: Vidnoye Sports Centre Asistencia: 70 espectadores Árbitros: Ioannis Foufis Bakr Al-Kuwari Sergey Mikhaylov |  |

##### Partido por el 11º lugar
| 26 de julio | Malí                                                  | 46–58                                | Serbia                                                                    | Chéjov                                                                                          |  |
| 13:30       | Parciales: 11–17, 6–16, 13–12, 16–13                  | Parciales: 11–17, 6–16, 13–12, 16–13 | Parciales: 11–17, 6–16, 13–12, 16–13                                      |                                                                                                 |  |
|             | Estadísticas Dakouo 19 Traoré 14 A. Keita 2 Dakouo 21 | Boxscore Pts Reb Asts Val            | Estadísticas 13 Nogić 7 Stevanovic, Arsenic, Katanic 4 Bogićević 18 Nogić | Pabellón: Sports Palace Olympiskyi Árbitros: Stanislav Kučera Torkild Rodsand Hortencia Sánchez |  |

##### Partido por el 9º lugar
| 26 de julio | Brasil                                                 | 72–83                                 | Países Bajos                                                   | Vidnoye                                                                            |  |
| 14:30       | Parciales: 11–26, 16–21, 15–23, 30–13                  | Parciales: 11–26, 16–21, 15–23, 30–13 | Parciales: 11–26, 16–21, 15–23, 30–13                          |                                                                                    |  |
|             | Estadísticas Moura 16 Araujo, Silva 7 Silva 3 Silva 17 | Boxscore Pts Reb Asts Val             | Estadísticas 23 Hof 8 Cornelius, Fokke, Hof 8 Cornelius 27 Hof | Pabellón: Vidnoye Sports Centre Árbitros: Yener Yılmaz Wang Zebo Christian Wilmore |  |

### Cuadro por el 5º-8º lugar
|  | Semifinales 5º-8º | Semifinales 5º-8º |         |         | Partido 5º lugar | Partido 5º lugar |  |
|  | 25 de julio       | 25 de julio       |         |         | 26 de julio      | 26 de julio      |  |
|  |                   |                   |         |         |                  |                  |  |
|  |                   |                   |         |         |                  |                  |  |
|  | Francia           | 67                |         |         |                  |                  |  |
|  | Francia           | 67                |         |         |                  |                  |  |
|  | China             | 61                |         |         |                  |                  |  |
|  | China             | 61                |         | Francia | 53               |                  |  |
|  |                   |                   |         | Francia | 53               |                  |  |
|  |                   |                   | Bélgica | 40      |                  |                  |  |
|  | Bélgica           | 70                | Bélgica | 40      |                  |                  |  |
|  | Bélgica           | 70                |         |         |                  |                  |  |
|  | Francia           | 64                |         |         | Partido 7º lugar | Partido 7º lugar |  |
|  | Francia           | 64                |         |         | Partido 7º lugar | Partido 7º lugar |  |
|  |                   |                   |         |         |                  |                  |  |
|  |                   |                   |         |         | China            | 67               |  |
|  |                   |                   |         |         | China            | 67               |  |
|  |                   |                   |         |         | Canadá           | 47               |  |
|  |                   |                   |         |         | Canadá           | 47               |  |
|  |                   |                   |         |         |                  |                  |  |

#### Semifinales del 5º–8º lugar
| 25 de julio | Francia                                               | 67–61                                | China                                        | Chéjov                                                                                      |  |
| 13:30       | Parciales: 13–16, 19–6, 16–13, 19–16                  | Parciales: 13–16, 19–6, 16–13, 19–16 | Parciales: 13–16, 19–6, 16–13, 19–16         |                                                                                             |  |
|             | Estadísticas Milapie 17 Milapie 8 Dambach 4 Combes 18 | Boxscore Pts Reb Asts Val            | Estadísticas 19 Xing 9 Dilana 5 Xing 20 Xing | Pabellón: Sports Palace Olympiskyi Árbitros: Sérgio Silva Torkild Rodsand Christian Wilmore |  |

| 25 de julio | Bélgica                                                            | 70–64                                 | Canadá                                                      | Chéjov |  |
| 15:45       | Parciales: 16–18, 22–14, 13–12, 19–20                              | Parciales: 16–18, 22–14, 13–12, 19–20 | Parciales: 16–18, 22–14, 13–12, 19–20                       | |  |
|             | Estadísticas Allemand 24 Geldof 9 Allemand 4 Nauwelaers, Geldof 16 | Boxscore Pts Reb Asts Val             | Estadísticas 20 Carleton 13 Yearwood 5 Yearwood 21 Yearwood | Pabellón: Sports Palace Olympiskyi Asistencia: 250 espectadores Árbitros: Stanislav Kučera Naftal Chongo Robyn Manhire |  |

##### Partido por el 7º lugar
| 26 de julio | China                                      | 67–47                                | Canadá                                                               | Chéjov                                                                                    |  |
| 15:45       | Parciales: 25–12, 17–7, 15–16, 10–12       | Parciales: 25–12, 17–7, 15–16, 10–12 | Parciales: 25–12, 17–7, 15–16, 10–12                                 |                                                                                           |  |
|             | Estadísticas Xing 15 Zhu 15 Xing 7 Xing 22 | Boxscore Pts Reb Asts Val            | Estadísticas 12 Carleton 8 Yearwood 3 Carleton, Yearwood 13 Yearwood | Pabellón: Sports Palace Olympiskyi Árbitros: Clemens Frits Andrada Csender Alexey Davydov |  |

##### Partido por el 5º lugar
| 26 de julio | Francia                                                            | 53–40                              | Bélgica                                                                 | Vidnoye |  |
| 16:45       | Parciales: 8–10, 10–8, 11–6, 24–16                                 | Parciales: 8–10, 10–8, 11–6, 24–16 | Parciales: 8–10, 10–8, 11–6, 24–16                                      | |  |
|             | Estadísticas Majekodunmi 17 Milapie 7 Majekodunmi 3 Majekodunmi 15 | Boxscore Pts Reb Asts Val          | Estadísticas 11 Ramette, Ouahabi 7 Ramette 1 cinco jugadoras 9 Resimont | Pabellón: Vidnoye Sports Centre Asistencia: 150 espectadores Árbitros: Jurgis Laurinavičius Arsen Andryushkin Radomir Vojinović |  |

### Fase final

#### Cuartos de final
| 24 de julio | China                                                | 46–83                                | Australia                                           | Chéjov |  |
| 13:30       | Parciales: 13–25, 15–23, 11–15, 7–20                 | Parciales: 13–25, 15–23, 11–15, 7–20 | Parciales: 13–25, 15–23, 11–15, 7–20                | |  |
|             | Estadísticas Liu 11 Dilana, Xing 7 Wang M. 2 Xing 14 | Boxscore Pts Reb Asts Val            | Estadísticas 14 Smith 12 Froling 5 Tupaea 17 Scherf | Pabellón: Sports Palace Olympiskyi Asistencia: 130 espectadores Árbitros: Leandro Lezcano Maripier Malo Radomir Vojinović |  |

| 24 de julio | España                                                     | 70–66                                 | Bélgica                                                | Chéjov |  |
| 15:45       | Parciales: 15–12, 23–22, 19–14, 13–18                      | Parciales: 15–12, 23–22, 19–14, 13–18 | Parciales: 15–12, 23–22, 19–14, 13–18                  | |  |
|             | Estadísticas Quevedo 23 Quevedo 13 Salvadores 6 Quevedo 27 | Boxscore Pts Reb Asts Val             | Estadísticas 17 Allemand 12 Geldof 4 Ramette 21 Geldof | Pabellón: Sports Palace Olympiskyi Asistencia: 150 espectadores Árbitros: Yener Yılmaz Natalia Cuello Cuello Clemens Fritz |  |

| 24 de julio | Rusia                                                   | 68–48                                | Francia                                                      | Chéjov                                                                                                |  |
| 18:00       | Parciales: 18–13, 15–7, 23–12, 12–16                    | Parciales: 18–13, 15–7, 23–12, 12–16 | Parciales: 18–13, 15–7, 23–12, 12–16                         | |  |
|             | Estadísticas' Musina 19 Vadeeva 9 Levchenko 5 Musina 23 | Boxscore Pts Reb Asts Val            | Estadísticas 11 Combes 7 Milapie 1 cinco jugadoras 12 Combes | Pabellón: Sports Palace Olympiskyi Árbitros: Fernando Calatrava Cuevas Tiffany Bird Hortencia Sánchez |  |

| 24 de julio | Estados Unidos                                        | 93–45                                | Canadá                                                                  | Chéjov                                                                                       |  |
| 20:15       | Parciales: 28–5, 27–12, 19–10, 19–18                  | Parciales: 28–5, 27–12, 19–10, 19–18 | Parciales: 28–5, 27–12, 19–10, 19–18                                    |                                                                                              |  |
|             | Estadísticas Collier, Moore 12 Cox 10 Slocum 5 Cox 20 | Boxscore Pts Reb Asts Val            | Estadísticas 8 Piggin 5 Gilles 3 Kirkpatrick, Atkinson, Garven 8 Gilles | Pabellón: Sports Palace Olympiskyi Árbitros: Ioannis Foufis Ricardo Hayles Sarty Nghixulifwa |  |

#### Semifinales
| 25 de julio | Rusia                                                     | 76–57                                 | Australia                                                    | Chéjov |  |
| 18:00       | Parciales: 18–13, 21–12, 20–19, 17–13                     | Parciales: 18–13, 21–12, 20–19, 17–13 | Parciales: 18–13, 21–12, 20–19, 17–13                        | |  |
|             | Estadísticas Vadeeva 27 Vadeeva 16 Levchenko 7 Vadeeva 39 | Boxscore Pts Reb Asts Val             | Estadísticas 15 Wallace 8 Sharp, Wallace 3 Tupaea 10 Wallace | Pabellón: Sports Palace Olympiskyi Asistencia: 1500 espectadores Árbitros: Maripier Mali Ioannis Foufis Ricardo Hayles |  |

| 25 de julio | España                                                                  | 65–80                                 | Estados Unidos                                        | Chéjov |  |
| 20:15       | Parciales: 19–21, 12–23, 19–18, 15–18                                   | Parciales: 19–21, 12–23, 19–18, 15–18 | Parciales: 19–21, 12–23, 19–18, 15–18                 | |  |
|             | Estadísticas Quevedo 17 Lo Sylla, Salvadores 8 Salvadores 6 Lo Sylla 17 | Boxscore Pts Reb Asts Val             | Estadísticas 24 Collier 14 Collier 4 Moore 34 Collier | Pabellón: Sports Palace Olympiskyi Asistencia: 250 espectadores Árbitros: Jurgis Laurinavičius Natalia Cuello Cuello Radomir Vojinović |  |

#### Partido por la medalla de bronce
| 26 de julio | Australia                                        | 69–62                                 | España                                                          | Chéjov |  |
| 18:00       | Parciales: 29–13, 14–20, 14–15, 12–14            | Parciales: 29–13, 14–20, 14–15, 12–14 | Parciales: 29–13, 14–20, 14–15, 12–14                           | |  |
|             | Estadísticas Smith 20 Smith 15 Tupaea 4 Smith 29 | Boxscore Pts Reb Asts Val             | Estadísticas 22 Salvadores 22 9 López 9 4 Salvadores 15 Quevedo | Pabellón: Sports Palace Olympiskyi Asistencia: 2000 espectadores Árbitros: Maripier Malo Tiffany Bird Sarty Nghixulifwa |  |

#### Final
| 26 de julio | Rusia                                                                      | 70–78                                 | Estados Unidos                                            | Chéjov |  |
| 20:15       | Parciales: 21–19, 13–20, 19–18, 17–21                                      | Parciales: 21–19, 13–20, 19–18, 17–21 | Parciales: 21–19, 13–20, 19–18, 17–21                     | |  |
|             | Estadísticas Kolosovskaia 19 Vadeeva 13 Levchenko 10 Vadeeva, Levchenko 21 | Reporte Pts Reb Asts Val              | Estadísticas 30 Wilson 10 Collier 5 Dangerfield 27 Wilson | Pabellón: Sports Palace Olympiskyi Asistencia: 2800 espectadores Árbitros: Fernando Calatrava Cuevas Natalia Cuello Cuello Leandro Lezcano |  |

| Bandera de Estados Unidos         |
| Campeón Estados Unidos 7.° título |

## Medallero
| Rusia | Estados Unidos | Australia |

## Clasificación final
| Pos.              | Equipo         | Pts | G-P | PF  | PC  | Dif. |
| ----------------- | -------------- | --- | --- | --- | --- | ---- |
| Medalla de oro    | Estados Unidos | 14  | 7-0 | 604 | 371 | +233 |
| Medalla de plata  | Rusia          | 13  | 6-1 | 586 | 404 | +182 |
| Medalla de bronce | Australia      | 13  | 6-1 | 554 | 355 | +199 |
| 4º                | España         | 10  | 3-4 | 469 | 485 | -16  |
| 5º                | Francia        | 12  | 5-2 | 431 | 400 | +31  |
| 6º                | Bélgica        | 12  | 5-2 | 437 | 377 | +60  |
| 7º                | China          | 11  | 4-3 | 464 | 471 | -7   |
| 8º                | Canadá         | 9   | 2-5 | 391 | 469 | -78  |
| 9º                | Países Bajos   | 12  | 5-2 | 591 | 461 | +130 |
| 10º               | Brasil         | 10  | 3-4 | 484 | 467 | +17  |
| 11º               | Serbia         | 11  | 4-3 | 460 | 499 | -39  |
| 12º               | Malí           | 8   | 1-6 | 348 | 468 | -120 |
| 13º               | Corea del Sur  | 9   | 2-5 | 374 | 509 | -135 |
| 14º               | China Taipéi   | 9   | 2-5 | 442 | 565 | -123 |
| 15º               | Argentina      | 8   | 1-6 | 353 | 492 | -139 |
| 16º               | Egipto         | 7   | 0-7 | 370 | 565 | -195 |

## Premios
| Quinteto ideal                                                             |
| -------------------------------------------------------------------------- |
| A'ja Wilson Napheesa Collier Maria Vadeeva Daria Kolosovskaia Alanna Smith |
| MVP: A'ja Wilson                                                           |